# Sojuz-U
Il Sojuz-U era una versione migliorata del lanciatore Sojuz originale, discendente della famiglia di razzi R-7 Semyorka. I membri di questa famiglia di razzi sono stati progettati dall'ufficio di progettazione TsSKB e costruiti nello stabilimento Progress di Samara, in Russia (ora unite in una nuova società, TsSKB-Progress). 
Il primo volo Soyuz-U ebbe luogo il 18 maggio 1973 dal cosmodromo di Pleseck, trasportando come carico utile il Cosmos 559, un satellite di sorveglianza militare della serie Zenit. Il primo utilizzo di un Sojuz-U per il lancio di una missione con equipaggio umano ebbe luogo il 2 dicembre 1974, con il lancio della Sojuz 16. Il 22 febbraio 2017 ha avuto luogo il volo finale di un razzo Soyuz-U, che ha trasportato alla Stazione spaziale internazionale il Progress MS-05, un veicolo di rifornimento della serie Progress.
Il Soyuz-U è stato utilizzato ininterrottamente per quasi 44 anni. La produzione di veicoli di lancio derivati dal razzo R-7 raggiunse il picco tra la fine degli anni settanta e l'inizio degli anni ottanta con 55-60 unità all'anno. Il Soyuz-U deteneva il record mondiale del più alto numero di lanci in un anno avvenuto nel 1979 con 47 voli, fino a quando questo record non è stato battuto dal Falcon 9 di SpaceX nel 2022. Nel corso della sua vita operativa, il Soyuz-U ha effettuato un totale di 786 missioni, un altro record mondiale. Soyuz-U è stato anche uno dei lanciatori più affidabili, con un tasso di successo del 97,3%. Il razzo ha avuto una serie di 112 lanci consecutivi riusciti tra l'11 luglio 1990 e il 5 maggio 1996.

## Altre versioni
Una variante del Sojuz-U, denominata Sojuz-U2, utilizzava come propellente il Syntin anziché il RP-1; questa variante è è stata utilizzata per la prima volta il 23 dicembre 1982 per il lancio del satellite di sorveglianza militare Cosmos 1425, mentre l'ultimo utilizzo ha avuto luogo il 3 settembre 1995 con il lancio della Sojuz TM-22. L'abbandono della versione Sojuz-U2 è stata dovuta all'interruzione della produzione del Syntin.
Due versioni del Soyuz-U erano invece dotate di uno stadio superiore aggiuntivo:
- Soyuz-U/Ikar, con uno stadio aggiuntivo Ikar, prodotto dalla società TsSKB-Progress. Questa versione è stata lanciata 6 volte nel 1999, trasportando quattro satelliti Globalstar in ciascuna missione.[5]
- Soyuz-U/Fregat con uno stadio aggiuntivo Fregat sviluppato e prodotto dalla società NPO Lavochkin nel Chimki. Questa versione ha volato solo 4 volte nel 2000, mettendo in orbita negli ultimi due lanci i satelliti del programma Cluster;[6] lo stadio superiore Fregat è stato successivamente utilizzato nei lanciatori Sojuz-FG e Sojuz 2.